# Lymantria metarhoda
Lymantria metarhoda är en fjärilsart som beskrevs av Walker 1862. Lymantria metarhoda ingår i släktet Lymantria och familjen tofsspinnare. Inga underarter finns listade i Catalogue of Life.